# Бундесрат (Австрія)
Розподіл місць в Федеральній раді:
Бу́ндесрат (нім. Bundesrat — Федеральна рада) — верхня палата парламенту Австрії — Федеральних зборів.
В палаті 64 місця. Депутати вибираються ландтагами (парламентами) земель Австрії. Землі представлені різною кількістю депутатів (від 3-x до 12-ти) залежно від чисельності населення.
Строк повноважень депутата бундесрату — 4 чи 6 років залежно від строку повноважень ландтагу, що вибрав депутата.

## Склад Федеральної ради в 2008
- Австрійська народна партія (Österreichische Volkspartei) — 28 депутатів;
- Соціал-демократична партія Австрії (Sozialdemokratische Partei Österreichs) — 23;
- Австрійська партія свободи (Freiheitliche Partei Österreichs) — 7;
- «Зелені» (Die Grünen — Die Grüne Alternative (Grüne)) — 5;

## Див.також
- Федеральні збори Австрії
- Національрат